# Marie Wiegmann
Pour les articles homonymes, voir Wiegmann.
Marie Elisabeth Hancke épouse Wiegmann (née le 7 novembre 1820 à Silberberg, arrondissement de Frankenstein-en-Silésie morte le 4 décembre 1893 à Düsseldorf) est une peintre allemande. Elle est l'épouse du peintre et architecte Rudolf Wiegmann.

## Biographie
Marie Hancke vient à Düsseldorf en 1841 pour étudier l'art, où elle travaille jusqu'en 1843 sous la direction du peintre historique Hermann Anton Stilke. Elle apprend ensuite le portrait auprès de Karl Ferdinand Sohn. Elle étudie et travaille dans son atelier pour des étudiants privés et basée sur son style de peinture.

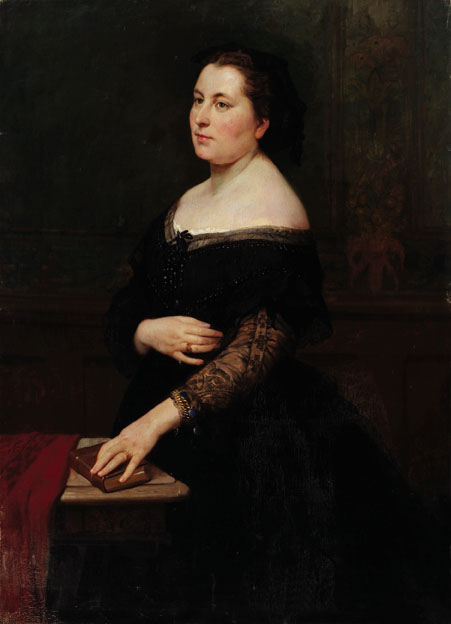
Portrait d'une femme avec un livre de prières, peinture à l'huile de 1864

Jusqu'en 1850, elle peint principalement des images de genres inspirés de contes de fées et de poèmes romantiques, puis des portraits d'érudits célèbres, de femmes et d'enfants et de personnages individuels en costume historique. En 1843, Karl Ferdinand Sohn peint un portrait de la femme de 23 ans qui se trouve aujourd'hui au Museum Kunstpalast de Düsseldorf.
En 1841, Marie Hancke épouse Rudolf Wiegmann. Elle prend alors le nom de Marie Wiegmann. Le mariage avec Rudolf Wiegmann lui donne accès à l'académie des beaux-arts de Düsseldorf, mais pas aux cours universitaires. Les quelques femmes qui ont accès à l'école étudient en privé, notamment auprès de Karl Ferdinand Sohn. Les femmes se voient refuser l'adhésion à l'association d'artistes de Düsseldorf Malkasten jusqu'en 1977.
Le mariage avec Rudolf Wiegmann donne naissance à trois enfants : la fille Klara (née en 1842), le fils Arnold (né en 1846) et le fils Walter (1861-1865).
Marie Wiegmann vend une peinture pour la première fois en 1843. En 1843 et 1845, elle se rend à Rome et à Venise en suivant son mari.
En 1846, Marie Wiegmann s'installe avec sa famille dans la maison sise Pfannenschoppenstrasse 32 (aujourd'hui Klosterstrasse), construite en 1840. Dans la seconde moitié, au n°33, la famille de Karl Ferdinand Sohn vit depuis 1844. Ses voisins immédiats a 35 sont Alwine et Adolph Schroedter.
En 1853, elle entreprend un voyage d'études en Angleterre. Elle améliore ses connaissances grâce à de nombreuses visites dans des musées et des galeries en Allemagne (Dresde, Berlin), aux Pays-Bas, en Belgique, en Angleterre et en Italie (Venise).
Rudolf Wiegmann meurt le jour de son 61e anniversaire, le 17 avril 1865 et un mois plus tard, son fils de quatre ans, Walter, meurt. La même année, elle accueille une fille adoptive, Auguste Bettauer, appelée Else Wiegmann. Son fils Arnold perd la vie lors de la bataille de Forbach-Spicheren le 6 août 1870. Le 4 décembre 1893, Marie décède des suites d'une maladie brève.